# Amata torquatus
Amata torquatus là một loài bướm đêm thuộc phân họ Arctiinae, họ Erebidae.